# Olbramice (okres Olomouc)
Obec Olbramice se nachází v okrese Olomouc v Olomouckém kraji. Žije zde 217 obyvatel.
Ves "Olbramicz" je poprvé uvedena v latinském zápise zemských desek olomoucké cúdy v roce 1368. Od počátku byla majetkem různých feudálních vrchností až do roku 1589, kdy byla přikoupena k chudobínskému panství, k němuž náležela až do roku 1850. Poté se stala samostatnou samosprávnou obcí politického a soudního okresu Litovel, v roce 1960 byla sloučena s Vilémovem a současně připojena k okresu Olomouc, v roce 1980 se stala místní částí Náměště na Hané. Od roku 1990 je opět samostatnou obcí.

## Historie
První písemná zmínka o obci pochází z roku 1376.

## Obyvatelstvo

### Struktura
Vývoj počtu obyvatel za celou obec i za jeho jednotlivé části uvádí tabulka níže, ve které se zobrazuje i příslušnost jednotlivých částí k obci či následné odtržení.
| Místní části   | Místní části   | 1869 | 1880 | 1890 | 1900 | 1910 | 1921 | 1930 | 1950 | 1961 | 1970 | 1980 | 1991 | 2001 | 2011 |
| -------------- | -------------- | ---- | ---- | ---- | ---- | ---- | ---- | ---- | ---- | ---- | ---- | ---- | ---- | ---- | ---- |
| Počet obyvatel | část Olbramice | 233  | 254  | 306  | 309  | 325  | 333  | 297  | 255  | 257  | 226  | 250  | 241  | 221  | 224  |
| Počet domů     | část Olbramice | 60   | 44   | 49   | 51   | 54   | 55   | 60   | 69   | 65   | 64   | 63   | 70   | 64   | 69   |

## Pamětihodnosti
- Sloup se sochou sv. Jana Nepomuckého
- Krucifix